# 시모오노촌 (이바라키현)
시모오노촌(下大野村)은 이바라키현 히가시이바라키군에 존재했던 촌이다.

## 지리
- 현재의 미토시 동부에 해당한다.
- 나카강 하구 부근에 위치하며, 촌의 동쪽은 나카강과 히누마강이 합류하는 곳이다.

## 역사
- 1889년 4월 1일 - 정촌제 시행에 의해 히가시이바라키군 시모오노촌이 성립하였다.
- 1955년 3월 31일 - 이나리촌, 오바촌과 합병해 쓰네즈미촌이 성립하여, 동일 시모오노촌은 폐지되었다.

## 인구
| 1891년 | 2,706 |
| 1920년 | 2,857 |
| 1935년 | 3,134 |
| 1950년 | 3,926 |

## 교통

### 철도
- 이바라키 교통
  - 스이힌선 (1966년 6월 1일 폐지)

## 참고문헌
- 角川日本地名大辞典編纂委員会『가도카와 일본 지명 대사전 8 茨城県』、가도카와 쇼텐、1983年 ISBN 4040010809